# Oreste Cortazzo
Oreste Cortazzo, né à Rome le 26 avril 1836 et mort à Neuilly-sur-Seine le 21 janvier 1912, est un peintre et graveur italien, originaire de Ceraso, dans la province de Salerne.

## Biographie
Vers 1848, Oreste Cortazzo commence son apprentissage avec son père, Michel Cortazzo, peintre lui aussi, et dont les œuvres sont exposées au palais de Caserte près de Naples.
Lorsqu’il rencontre à Rome, vers 1858, Léon Bonnat, Cortazzo décide de venir à Paris pour y suivre les cours à son atelier. Peintre de formation académique, il peine à prendre un parti dans la querelle entre les tenant de l'académisme et les peintres impressionnistes.
Cortazzo réalise des portraits à la facture conforme à ce qu'en attend la clientèle bourgeoise de son temps. Mais bientôt, attiré par l'exotisme, Cortazzo s’inspire de la peinture japonaise et réalise deux œuvres : Fantaisie japonaise et Femme japonaise, mais il reste également proche des peintres académiques. En 1870, il présente au Salon de Paris de 1870 : La Séance interrompue, œuvre qu’il montre à nouveau à l’Exposition universelle de 1878 de Paris. Il expose également à celle de Londres en 1888.
Inspiré par le romantisme anglais, il produit aussi des paysages dans le style du XVIIIe siècle.
Artiste éclectique, Oreste Cortazzo a également illustré un grand nombre de livres d'Honoré de Balzac, notamment : La Rabouilleuse, Le Député d'Arcis, Petites misères de la vie conjugale, Peines de cœur d'une chatte anglaise, Physiologie du mariage.

## Œuvres d’Oreste Cortazzo

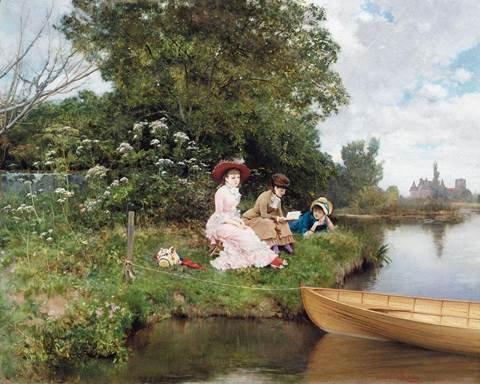

Beaucoup de ses œuvres ont été recueillies par Léon Bonnat et se trouvent au Musée Bonnat-Helleu de Bayonne.
- Le Maître de ballet (1873)
- Les Marionnettes (1878)
- La Séance interrompue (1878)
- Portrait de Madame O. A. (1889)